# Авантуре Хаклбери Фина
Авантуре Хаклбери Фина је роман америчког аутора Марка Твена, који је први пут објављен у Уједињеном Краљевству децембра 1884. и у Сједињеним Државама у фебруару 1885. године.
Уобичајено сврстано међу Великим америчким романима, дело је међу првима у великој америчкој књижевности које је написано на народном енглеском језику, који карактерише локални регионализам боја. Приповедач је Хаклбери „Хак“ Фин, приповедач два друга Твенова романа (Том Сојер у иностранству и Том Сојер, детектив) и пријатељ Тома Сојера То је директан наставак романа Авантуре Тома Сојера.
Књига је позната по томе што је „променила ток књижевности за децу“ у Сједињеним Државама због „дубоко осећаног приказа дечаштва“. Такође је позната по својим живописним описима људи и места дуж реке Мисисипи. Радња је смештена у јужњачко предратно друштво које је престало да постоји више од 20 година пре него што је дело објављено. Авантуре Хаклбери Фина је заједљива сатира о укорењеним ставовима, посебно о расизму и слободи.
Књига је након објављивања била критикована због широке употребе грубог језика и расних епитета. Током 20. века, и упркос аргументима да су протагониста и садржај књиге антирасистички, критике књиге су настављене и због уочене употребе расних стереотипа и због честе употребе расних вређања ("црња").

## Радња
У Сент Питерсбуру, у Мисурију, током 1830-1840-их, Хаклбери Фин је добио знатну суму новца након Авантура Тома Сојера и пошто суудовица Даглас и њена сестра госпођица Вотсон постале његове старатељке. Хаков отац, "Тата", насилни алкохоличар, покушава да присвоји Хаково богатство. Када ово не успе, "Тата" га затвара у удаљену кабину.
После кризе делириум тременса, у којој "Тата" покушава да убије Хака, Хак лажира сопствено убиство и настањује се на Џексоновом острву, где се поново уједињује са робом госпођице Вотсон - Џимом, који је побегао након што је чуо да она планира да га прода. Хак и Џим одлучују да крену низводно у Керо, у слободној држави Илиноис. Након поплаве, проналазе дрвени сплав и кућу плутајући низводно. Унутар куће, Џим проналази човека који је убијен, али не дозвољава Хаку да га види. Хак се ушуња у град и открива да постоји награда за Џимово хватање и да је он осумњичен да је убио Хака; они беже на свом сплаву.
Хак и Џим наилазе на привезани пароброд на коме два лопова разговарају о убиству трећег. Откривши да им је сплав однела вода, беже у лоповском чамцу. Нађу свој сплав и потапају лоповски чамац, а онда Хак превари ноћног чувара да спасе лопове. Хак и Џим су раздвојени у магли. Када се поново уједине, Хак превари Џима да помисли да је сањао догађај. Џим је разочаран у Хака када Хак призна истину. Хак је изненађен Џимовим јаким осећањима и извињава се.
Хак је у сукобу око подржавања одбеглог роба, али када два белца који траже бегунце наиђу на сплав, његове лажи их убеђују да оду. Џим и Хак схватају да су прошли Керо. Пошто немају начина да иду узводно, одлучују да наставе низводно. Пароброд у пролазу удари њихов сплав, и поново их раздваја. На обали реке, Хак упознаје Гренџерфордове, који су у 30-годишњој свађи са Шепардсонима. Након што ћерка Гренџерфорда побегне са дечаком из породице Шепардсона, сви мушкарци Гренџерфорда су убијени у Шепардсоновој заседи. Хак бежи и поново се уједињује са Џимом, који се опоравио и поправио сплав.
Џиму и Хаку се придружују двојица људи који тврде да су краљ и војвода, и они укључују Хака и Џима да помогну у неколико превара. У једном граду, краљ и војвода варају грађане током две ноћи кратким, прескупим сценским наступом. У следећем граду преваранти глуме браћу недавно преминулог Питера Вилкса и покушавају да украду његово имање. Хак покушава да поврати новац за Вилксове нећаке без родитеља. Долазе још двојица мушкараца који тврде да су Вилксова браћа, што изазива пометњу. Хек бежи, али га ухвате краљ и војвода. Он бежи, али открива да су Џима продали Фелпсовима. Хак се заклиње да ће ослободити Џима, упркос томе што верује да ће због тога отићи у пакао.
Фелпсови су помешали Хака са њиховим нећаком Томом, који се очекује у посети, а Хак се слаже. Испоставило се да је њихов нећак Том Сојер. Када Том стигне, претвара се да је његов брат Сид и развија театрални план да ослободи Џима. Хак покушава да упозори краља и војводу да је Џим упозорио локалне становнике на њихову превару, али види како их катраном и перјем истерају из града возом.
Том је рањен током Џимовог бекства. Уместо да побегне, Џим остаје да се брине о њему и бива ухапшен и враћен Фелпсовима. Томова тетка Поли стиже и открива Хаков и Томов прави идентитет. Она објашњава да је госпођица Вотсон умрла и да је ослободила Џима у свом тестаменту. Том признаје да је знао, али је желео да "спаси" Џима са стилом. Џим каже Хаку да је "Тата" био мртав човек у поплављеној кући. Хак изјављује да ће побећи на индијанску територију како би избегао да га усвоје Фелпсови.

## Ликови
Према редоследу појављивања:
- Том Сојер је Хаков најбољи пријатељ и вршњак, главни лик других Твенових романа и вођа градских дечака у авантурама. Он је несташан, добродушан и „најбољи борац и најпаметније дете у граду“.[7]
- Хаклбери Фин, "Хак" за своје пријатеље, дечак је стар око "тринаест или четрнаест или тако нешто" (поглавље 17). Одгајао га је отац, градски пијанац, и тешко се уклапа у друштво. У роману, Хакова добра природа нуди контраст неадекватностима и неједнакостима у друштву.
- Удовица Даглас је љубазна жена која прихвата Хака након што јој он помогне да је спаси од насилне инвазије на дом. Она се труди да цивилизује Хака, верујући да је то њена хришћанска дужност.
- Госпођица Вотсон је удовичина сестра, која такође живи са њима. Она је прилично строга према Хаку. Марк Твен је можда инспирацију за овај лик црпео од неколико људи које је познавао у свом животу.[7]
- Џим је физички велики, али благи роб госпођице Вотсон. Хак постаје веома близак са Џимом када се поново удружују након што Џим бежи из домаћинства госпођице Вотсон да би потражио уточиште од ропства, а Хак и Џим постају сапутници на реци Мисисипи. Показано је да је Џим частан, проницљив и интелигентан, упркос недостатку образовања и предрасудама са којима се суочава.
- "Тата" Фин је Хаков отац, брутални луталица алкохоличар. Он се противи Хаковом било каквом образовању. Његов једини истински интерес за сина укључује просјачење или изнуђивање новца како би задовољио своју зависност од алкохола.
- Џудит Лофтус игра малу улогу у роману — као љубазна и проницљива жена са којом Хак разговара да би се информисао о потрази за Џимом — али многи критичари сматрају да је она најбоље окарактерисани женски лик у роману.[7]
- Гренџерфордови, аристократска породица из Кентакија на челу са пуковником Солом Гренџерфордом, примају Хака након што је раздвојен од Џима на Мисисипију. Хак постаје близак пријатељ са најмлађим мушкарцем у породици, Баком Гренџерфордом, који је Хакових година. У време када их Хак упозна, Гренџерфордови су били укључени у вековну крвну освету са другом локалном породицом, Шепардсоновима.
- Војвода и краљ су два иначе неименована преваранта које Хак и Џим примају на свој сплав непосредно пре почетка њихових авантура у Арканзасу. Представљају се као давно изгубљени војвода од Бриџвотера и давно мртви Луј XVII од Француске у покушају да изазову страхопоштовање Хака и Џима, који брзо почињу да их препознају какви јесу, али се цинично претварају да прихватају њихове тврдње да би избегли сукобе.
- Доктор Робинсон је једини човек који препознаје да су краљ и војвода лажни. Он упозорава грађане, али они га игноришу.
- Мери Џејн, Џоана и Сузан Вилкс су три младе нећаке њиховог богатог старатеља Питера Вилкса, који је недавно преминуо. Војвода и краљ покушавају да украду њихово наследство представљајући се као Питерова отуђена браћа из Енглеске, али су на крају осујећени.
- Тетка Сели и ујак Силас Фелпс купују Џима од војводе и краља. Она је љубазна, снажна "сељачка жена", а он напоран старац, фармер и проповедник.

## Теме
Авантуре Хаклбери Фина истражују теме расе и идентитета; шта значи бити слободан и цивилизован; и идеје хуманости и друштвене одговорности у променљивом пејзажу Америке. Постоји сложеност у вези са Џимовим карактером. Док неки научници истичу да је Џим добродушан и моралан, и да није неинтелигентан (за разлику од неколико негативније приказаних белих ликова), други су критиковали роман као расистички, наводећи употребу речи „црња“ и наглашавајући стереотипно „комичан“ третман Џимове необразованости, сујеверја и незнања. Овај аргумент поткрепљују инциденти на почетку романа у којима Хак намерно „превари“ Џима, користећи његову лаковерност, а Џим му и даље остаје веран.
Али овај роман је уједно и Хакова прича о „одрастању“ у којој он превазилази своје почетне предрасуде и ствара дубљу везу са Џимом. У целој причи, Хак је у моралном сукобу са прихваћеним вредностима друштва у коме живи. Хак није у стању да свесно оповргне те вредности чак ни у својим мислима, али доноси морални избор заснован на сопственом вредновању Џимовог пријатељства и људске вредности. Твен, у својим белешкама са предавања, предлаже да је „здраво срце сигурнији водич од лоше обучене савести“ и наставља да описује роман као „моју књигу у којој здраво срце и деформисана савест долазе у сукоб и савест трпи пораз“.
Да би истакао лицемерје потребно за одобравање ропства унутар наводно моралног система, Твен је натерао Хаковог оца да пороби свог сина, да га изолује и туче. Када Хак побегне, одмах наиђе на Џима и „незаконито“ ради исту ствар. Третмани које обојица добијају су радикално различити, посебно у сусрету са госпођом Џудит Лофтус која се сажали на онога за кога претпоставља да је одбегли шегрт, Хак, али се хвали да је њен муж послао псе за одбеглим робом Џимом.
Неки научници разматрају Хаков лик, и сам роман, у контексту његовог односа према афроамеричкој култури у целини.  Претпоставља се да лик Хаклбери Фина илуструје корелацију, па чак и међусобну повезаност, између беле и црначке културе у Сједињеним Државама.

## Илустрације
Оригиналне илустрације урадио је Е.В. Кембле, у то време млади уметник који је радио за часопис Life. Твен је одабрао Кемблеа, који се дивио његовом раду. 
Када је роман објављен, илустрације су хваљене, иако је роман оштро критикован. Е.В. Кембле је произвео још један сет илустрација за Harper's and the American Publishing Company 1898. и 1899. након што је Твен изгубио ауторска права.

## Утицај публикације на књижевну климу
Твен је првобитно замишљао ово дело као наставак Авантуре Тома Сојера који ће пратити Хаклберија Фина током доба одраслог момка. Почевши од неколико страница које је уклонио из ранијег романа, Твен је почео да ради на рукопису који је првобитно назвао Аутобиографија Хаклберија Фина. Твен је радио на рукопису непрекидно и наредних неколико година, на крају напустивши свој првобитни план праћења Хаковог развоја у одраслом добу. Чинило се да је изгубио интересовање за рукопис док је био у току, и оставио га је по страни неколико година. Након путовања низ реку Хадсон, Твен се вратио свом раду на роману. По завршетку, наслов романа је био веома сличан наслову његовог претходника: Авантуре Хаклбери Фина (Друг Тома Сојера).
Марк Твен је саставио причу оловком на папиру за белешке између 1876. и 1883. године. Пол Нидем, који је надгледао аутентификацију рукописа за Сотбисијево одељење за књиге и рукописе у Њујорку 1991. године, изјавио је: „Оно што видите је (Клеменсов) покушај да се одмакне од чистог књижевног писања ка писању на дијалекту“. На пример, Твен је три пута ревидирао уводну реченицу Хака Фина. Ревизије такође показују како је Твен прерадио свој материјал да би ојачао ликове Хака и Џима, као и његову осетљивост на тада актуелну дебату о писмености и гласању.
Каснија верзија била је први куцани рукопис испоручен штампарији.
Потражња за књигом проширила се изван Сједињених Држава. Авантуре Хаклберија Фина је коначно објављена 10. децембра 1884. у Канади и Уједињеном Краљевству и 18. фебруара 1885. у Сједињеним Државама. Илустрација на страни 283 постала је тема након што је гравер, чији идентитет никада није откривен, у последњем тренутку направио додатак за штампање Кемблеове слике старог Сајласа Фелпса, што је скренуло пажњу на Фелпсове препоне. Тридесет хиљада примерака књиге је одштампано пре него што је опсценост откривена. Урађена је нова плоча за исправку илустрације и поправку постојећих копија.
Године 1885, кустос Јавне библиотеке у Бафалу, Џејмс Фрејзер Глук, пришао је Твену да поклони рукопис библиотеци. Твен је то урадио. Касније се веровало да је половину страница заметнуо штампач. Године 1991. нестала прва половина се појавила у ковчегу пароброда у власништву Глукових потомака. Библиотека је успешно преузела посед и 1994. године отворила собу Марка Твена да би приказала благо.

## Адаптације

### Филм
- Хак и Том (1918 неми), режија Вилијам Дезмонд Тејлор; у главним улогама Џек Пикфорд као Том, Роберт Гордон као Хак и Клара Хортон као Беки[23]
- Хаклбери Фин (1920 неми), режија Вилијам Дезмонд Тејлор; у главним улогама Луис Сарџент као Хак, Гордон Грифит као Том и Телма Салтер као Беки[24][25]
- Хаклбери Фин (1931) Paramount Pictures; режија Норман Торог; Џеки Куган као Том, Џуниор Дуркин као Хак и Мици Грин као Беки[25][26]
- Авантуре Хаклбери Фина (1939), МГМ; у режији Ричарда Торпа; са Мики Рунијем у главној улози Хака[27]
- Авантуре Хаклбери Фина (1955), са Томасом Мичелом и Џоном Карадином у главним улогама[28]
- Авантуре Хаклбери Фина (1960), у режији Мајкла Кертиза, са Едијем Хоџсом и Арчијем Муром у главним улогама[29]
- Безнадежно изгубљен (1973), совјетски филм[30]
- Хаклбери Фин (1974), музички филм[31]
- Хаклбери Фин (1975), АБЦ филм недеље са Роном Хауардом као Хаком[32]
- Авантуре Кон Сојера и Хаклемери Фина (1985), АБЦ филм недеље са Дру Баримор као Кон Сојер[33]
- Авантуре Хак Фина (1993), са Елајџом Вудом и Кортни Б. Венсом у главним улогама[34]
- Том и Хак (1995), са Џонатаном Тејлором Томасом у улози Тома и Бредом Ренфроом као Хаком[35]
- Авантуре Хака Фина (2012), немачки филм са Леоном Зајделом у главној улози и режијом Хермине Хантгебурт [36]
- Том Сојер и Хаклбери Фин (2014), Џоел Кортни као Том Сојер, Џејк Т. Остин као Хаклбери Фин, Кетрин Мекнамара као Беки Тачер[37]

### Телевизија
- Huckleberry no Bōken, јапански аниме из 1976. са 26 епизода[38]
- Хаклбери Фин и пријатељи, серија из 1979. у којој глуми Иан Трејси[39]
- Авантуре Хаклбери Фина, ПБС ТВ адаптација из 1985, са 4 једносатне епизоде (240 минута)
- Huckleberry Finn Monogatari (ハックルヘリー・フィン物語), јапански аниме из 1994. са 26 епизода, у продукцији НХК-а[40]

## Средства за учење и наставу
- „The Adventures of Huckleberry Finn”. SparkNotes. Архивирано из оригинала 19. 9. 2007. г. Приступљено 21. 9. 2007.
- „The Adventures of Huckleberry Finn Study Guide and Lesson Plan”. GradeSaver. Архивирано из оригинала 31. 3. 2008. г. Приступљено 9. 4. 2008.
- „Huckleberry Finn”. CliffsNotes. Приступљено 21. 9. 2007.
- „Huck Finn in Context: A Teaching Guide”. PBS.org. Архивирано из оригинала 14. 9. 2007. г. Приступљено 21. 9. 2007.